# Canta Battisti latino - remix
Canta Battisti latino (remix) è la ristampa dell'album Señor Battisti, ristampa pubblicata nel 1998 dalla Duck Gold, con due remix in più.

## Tracce
1. De nuevo tu
2. El mi canto libre
3. Por cien pesetas
4. La cinta rosa
5. Agua pura, agua clara
6. Si, viajando
7. La cancion del sol
8. Pienso en ti
9. Una cancion para Maria
10. Tambien por ti
11. Ancora tu
12. E penso a te